# Њутаун (округ Скулкил, Пенсилванија)
Њутаун (енгл. Newtown, Schuylkill County) насељено је место без административног статуса у америчкој савезној држави Пенсилванија.

## Демографија
По попису из 2010. године број становника је 243, што је 1 (-0,4%) становника мање него 2000. године.
| Група             | 2000.        | 2010.       |
| Белци             | 244 (100,0%) | 242 (99,6%) |
| Афроамериканци    | 0 (0,0%)     | 0 (0,0%)    |
| Азијати           | 0 (0,0%)     | 0 (0,0%)    |
| Хиспаноамериканци | 0 (0,0%)     | 1 (0,4%)    |
| Укупно            | 244          | 243         |